# Краковска капија (Лублин)
Краковска капија је градска капија у Лублину, Пољска. Саграђена је у 14. веку, у готичком стилу, за време краља Казимира III Великог.  Објекат има статус заштићеног споменика у Пољској. Капија се налази у историјском језгру града Лублина, које само по себи представља историјски споменик Пољске.
Кула је једна од последњих преосталих оригиналних градских зидина Лублина. Омогућавала је приступ путевима који воде до Кракова.

## Историја
Године 1341. град су напали Монголи. 
Према историчару Зигмунту Глогеру, кула је вероватно направљена по налогу и уз подршку Казимира Великог 1342. године. Краљ Станислав Август је обновио структуру 1787. године, а поново је обновљена од стране општине у 19. веку.  Од 1845. године, ватрогасна бригада је користила овај објекат.
Ауторка Јадвига Хжоншчевска је 1901. године описала зграду као „величанствену“. 

## Археологија
Археолошки радови су рађени 2018. године. Закључено је да је у близини постојало средњовековно гробље. Копањем је откривен и стари новчић из 11. века. 